# هرم ممفيس
هرم ممفيس، المعروف سابقًا باسم الهرم الأمريكي الأكبر وساحة الهرم، هو مبنى يقع في وسط مدينة ممفيس، تينيسي، الولايات المتحدة، على ضفاف نهر المسيسيبي. تم تشييده في عام 1991 كساحة تتسع لـ 20,142 مقعدًا، وتمتلك المنشأة وتشغيلها بشكل مشترك من قبل مدينة ممفيس ومقاطعة شيلبي؛ باعت مقاطعة شيلبي حصتها إلى ممفيس في شهر 4 - 2009. يلعب هيكلها على اسم مدينة ممفيس التي تحمل الاسم نفسه في مصر، والمعروفة بأهراماتها القديمة. يبلغ ارتفاعها 321 قدمًا (98 مترًا) (حوالي 32 طابقًا) ولها جوانب قاعدية تبلغ 591 قدمًا (180 مترًا)؛ إنه حسب بعض المقاييس أعلى هرم عاشر في العالم.
لم يتم استخدام هرم ممفيس بانتظام كمكان رياضي أو ترفيهي منذ عام 2004. في عام 2015، أعيد افتتاح الهرم كمتجر باس برو، والذي تضمن التسوق، والفندق، والمطاعم، وصالة البولينج، ومجموعة الرماية، مع سطح مراقبة خارجي مجاور لقمته.معركة المنصورة (1221)

## بناء
تم تصور الهرم الأمريكي الأكبر لأول مرة حوالي عام 1954 من قبل مارك سي هارتز، وهو فنان من مدينة ممفيس. تضمن المشروع في الأصل ثلاثة أهرامات تقع على المنحدرات الجنوبية لممفيس المطلة على نهر المسيسيبي. كان الأكبر من الثلاثة قد تم تصغيره إلى ثلثي حجم الهرم الأكبر في الجيزة بالقرب من ممفيس، مصر؛ كانت الهياكل المرافقة قد تم تصغيرها إلى ثلثي حجم الهرم الرئيسي. توقف المشروع لمدة ثلاثة عقود حتى أعاد الابن الأصغر لمارك، ممفيان جون برنت هارتز، إحياء هذا المفهوم. قدم مارك سي. هارتز، الذي اشتهر بتصاميمه المعمارية، هرم زجاجي برونزي جديد. بعد سنوات من المفاوضات، تبنى رجل الأعمال جون تيجريت مفهوم هارتز الأصغر كرمز لمدينة ممفيس. أقيم حفل وضع حجر الأساس في 15 سبتمبر 1989، وافتتح المبنى في 9 نوفمبر 1991.
تمت إدارة بناء المبنى من قبل سيدني شلينكر، المالك الجزئي لشركة دنفر ناغتس والعديد من شركات الترفيه، التي أحضرها تيجريت إلى ممفيس لتطوير مناطق الجذب السياحي في المبنى. في الأصل، كانت هناك خطط لمحطة إذاعية على الموجات القصيرة تبث موسيقى ممفيس، ومنصة مراقبة مع مائل على طول جانب المبنى، ومقهى هارد روك، ومتحف موسيقى، وقاعة مشاهير كلية كرة القدم، ومنتزه في جزيرة الطين. ومع ذلك، تم إلغاء الخطط بسبب تداعيات بين تيغريت وشلنكر، والصعوبات المالية للأخير.

## استخدامات وأحداث سابقة مختلفة
كان الهرم هو الملعب الرئيسي لبرنامج كرة السلة للرجال بجامعة ممفيس، ولاحقًا لممفيس غريزليس التابع لاتحاد كرة السلة الوطني. ومع ذلك، غادر كلا الفريقين الهرم في شهر 11 - 2004 للانتقال إلى فيديكس فوروم المبني حديثًا. كانت أيضًا موطنًا لفراعنة ممفيس في AFL.
استضافت الساحة عام 1993 بطولات كرة السلة للرجال والنساء في مؤتمر الغرب الأوسط الكبير، ودورة كرة السلة للرجال في مؤتمر الجنوب الشرقي لعام 1994 و 1997، ودورة كرة السلة للرجال في الولايات المتحدة الأمريكية 1996 و 2000، ودورة كرة السلة النسائية لعام 2003 في الولايات المتحدة الأمريكية. كما عقدت الجولتين الأولى والثانية من بطولة NCAA في 1995، 1997، و 2001. لعب غريتفول ديد حفلتين موسيقيتين في الساحة في 1 و 2 - 4 - 1995.
قدمت المغنية ماري جي بلايج عرضًا في الساحة في شهر 9 - 1997 خلال جولتها مشاركة جولتي العالمية.
كان الهرم موقعًا في عام 1999 لمذبحة عيد القديس فالنتين في منزلك؛ أيضًا في عام 1999، أقامت فرق الروك ذا رولينج ستونز وفيش حفلات نفدت الكمية. أصدر Phish تسجيلًا صوتيًا للحفل بعنوان «ممفيس '99» كتنزيل رقمي في عام 2022.
في عام 2002، استضاف الهرم لينوكس لويس ضد مايك تايسون، وهي واحدة من أكبر أحداث الملاكمة المحترفة في التاريخ، والتي فاز بها لويس بالضربة القاضية في الجولة الثامنة. في العام التالي استضافت مايك تايسون ضد كليفورد إتيان، وهي معركة فاز بها تايسون بالضربة القاضية في الجولة الأولى.
من عام 2002 إلى عام 2006، أقيمت هنا المحافل الدولية السنوية لكنيسة الله في المسيح.
في عام 2002، استضافت الساحة حفلاً موسيقياً في الذكرى الخامسة والعشرين لوفاة إلفيس بريسلي.
قام بوب سيجر وفرقة سيلفر بوليت بأداء ما يُعرف بأنه آخر حفل موسيقي في الهرم، في 3 - 2 - 2007.
استخدم المخرج كرايغ بروير المبنى كمرحلة صوتية لفيلمه أنين أفعى سوداء في أواخر عام 2005.

## المشاكل والإغلاق
في عام 2001، سعت مدينة ممفيس إلى جذب آل جريزليس أو شارلوت هورنتس إلى المدينة. بينما كان الهرم وظيفيًا ومربحًا، كان سيتطلب تعديلًا تحديثيًا ليكون مكانًا قابلاً للتطبيق على المدى الطويل للحصول على امتياز NBA. قد يتطلب التعديل التحديثي أيضًا فصل الساحة عن العمل لمدة عام. ونتيجة لذلك، تم بناء منتدى فيدكس فورم بقيمة 250 مليون دولار كشرط لانتقال آل جريزليس من فانكوفر وافتتح في عام 2004. أنفقت مدينة ممفيس 7 ملايين دولار على التجديدات مثل غرف تبديل الملابس المحسنة ومنصات كاميرات التليفزيون الجديدة إقامة جريزليس لمدة ثلاث سنوات في الحلبة.
أثناء استضافة جريزليس، خسرت الساحة 200000 دولار في عام 2002.
منع عقد مدينة ممفيس مع فريق جريزليس استخدام الهرم دون موافقة الفريق، ونتيجة لذلك، أصبح الظلام. صوت مجلس مدينة ممفيس على إبقاء الساحة مفتوحة في عام 2004. قامت لجنة برئاسة رجل الأعمال سكوت ليدبيتر من ممفيس بدراسة الاستخدامات المحتملة للساحة في عام 2005 واعتبرت استخدامات مثل تحويل الساحة إلى كازينو وحوض سمك ومركز تسوق، أو متنزه داخلي. في شهر 11 - 2006، اقترح عضو الكونجرس المنتخب ستيف كوهن (ديمقراطي من تينيسي) أنه سيحاول فتح فرع منتصف أمريكا لمؤسسة سميثسونيان في المبنى. ومع ذلك، لم تتحقق هذه الخطط. في النهاية، أوصت لجنة ليدبيتر بشأن مستقبل المبنى باستخدامه للبيع بالتجزئة في الوجهة، مما سيخلق المزيد من فرص العمل وعائدات ضريبية جديدة.

## محلات باس برو وإعادة تطويرها
في أكتوبر 2005، بدأت تكهنات وسائل الإعلام بالتركيز على حوض السمك أو متجر باس برو شوبس باعتباره المستأجرين على المدى الطويل على الأرجح في الساحة. في عام 2008، توصلت المدينة ومحلات باس برو إلى اتفاق مبدئي، قصير التفاصيل، ولكن بناءً على نية تطوير الهيكل المهجور في ذلك الوقت. في 30 - 6 - 2010، بعد 5 سنوات من المفاوضات، وقعت باس برو شوبسز ومدينة ممفيس اتفاقية إيجار لمدة 55 عامًا لمتجر باس برو شوبس. بالإضافة إلى ذلك، تضمنت خطط إعادة التطوير إعادة تنشيط منطقة بينش وهو حي شرق الهرم. استثمرت المدينة 30 مليون دولار واستأجرت OT المهندسين المعماريين مارشال للمساعدة في التعديل التحديثي الزلزالي للهيكل، والذي تم تمويله من عائدات ضريبة المبيعات في المنطقة المحيطة. تم تعيين OT مارشال وإنسايت ديزاين أركيتكتس لاحقًا من قبل محلات باس برو لتجديدها وبنائها، مما أدى إلى افتتاحها في 29 - 4 - 2015. تم الانتهاء من البناء من قبل شركة WG Yates & Sons للإنشاءات.
بالإضافة إلى متجر البيع بالتجزئة نفسه، تعد متاجر باس برو في الهرم موطنًا لمجموعة الرماية وميدان الرماية وأروقة الليزر. يشتمل المبنى أيضًا على حوض سمك وشواية العم باك مع صالة بولينغ وحوض أسماك بمياه مالحة. يأخذ أطول مصعد قائم بذاته في أمريكا الزوار إلى المرصاد في الهرم في قمة المبنى، حيث يمكن للناس الاستمتاع بالمنظر على سطح المراقبة الداخلي والخارجي أو تناول الطعام والشراب في كابينة Sky High Catfish، وهو مطعم وبار، وحوض السمكفي الجزء العلوي من المبنى. عند قاعدة الهرم يوجد فندق من 100 غرفة يُعرف باسم بيج سيبريس لودج. تحتوي متاجر باس برو في الهرم على 600000 جالون من ميزات المياه وأكبر مجموعة من الطيور المائية والمعدات المتعلقة بالصيد في العالم.
زار أكثر من 3 ملايين شخص متاجر باس برو في الهرم في العام الأول. ويرجع ذلك جزئيًا إلى هذا النجاح الكبير، تفكر محلات باس برو في إضافة خط انزلاقي وفندق ثانٍ إلى الهرم.